# Acrostilicus hospes
Acrostilicus hospes – gatunek chrząszcza z rodziny kusakowatych i podrodziny żarlinków, jedyny z monotypowego rodzaju Acrostilicus. Zamieszkuje nearktyczną Amerykę Północną.

## Taksonomia i ewolucja
Rodzaj i gatunek opisane zostały po raz pierwszy w 1896 roku przez Henry’ego Guernseya Hubbarda na łamach „Proceedings of the Entomological Society of Washington”. Redeskrypcji omawianego taksonu dokonali Adam James Brunke i Kyle E. Schnepp w 2021 roku oraz Dagmara Żyła, Aleksandra Tokarewa i Katarzyna Koszela w 2022 roku.
W wynikach przeprowadzonej przez Żyłę i współautorki morfologiczno-molekularnej analizy filogenetycznej Acrostilicus znalazł się w pozycji siostrzanej dla Rugilus, tworząc z nim klad znajdujący się w nierozwikłanej trytomii z rodzajami Megastilicus i Pachystilicus.

## Morfologia
Chrząszcz o silnie wydłużonym, smukłym ciele długości od 4,4 do 4,7 mm. Ubarwienie ma beżowobrązowe z ciemniejszym przodem głowy. Oskórek jest błyszczący, pokryty grubą, pępkowatą rzeźbą.
Głowa jest kulistawa, pośrodku najszersza, o prostym przednim brzegu nadustka, dużych i zajmujących ćwierć jej długości oczach ze szczecinkami między fasetkami, zaokrąglonych i zajmujących ponad połowę jej długości skroniach, zaokrąglonym i niewykrojonym tylnym brzegu oraz pomarszczonej powierzchni. Czułki mają dwa pierwsze człony skąpo owłosione, a człon trzeci i ostatni owłosione gęściej i omszone. Duża, poprzeczna, słabo zesklerotyzowana warga górna ma na przedniej krawędzi pojedynczy, krótki ząbek pośrodkowy. Symetrycznej budowy żuwaczki mają po trzy zęby i pozbawione są prostek. Czteroczłonowe głaszczki szczękowe mają wierzchołkowy człon mały, błyszczący i zaostrzony. Wargę dolną cechują: całobrzegi języczek, poprzecznie prostokątna bródka, para szczecinek na podbródku i trójczłonowe głaszczki wargowe o członie ostatnim cienkim i znacznie krótszym niż poprzedni. Szerokość szyi jest mniejsza niż 1/5 szerokości głowy.
Przedplecze jest dłuższe niż szersze, węższe i krótsze od głowy, najszersze pośrodku, o rozwartych kątach przednich oraz skąpiej od głowy, równomiernie i grubo punktowanej powierzchni. Tarczka ma pozbawioną żeberek, niepunktowaną powierzchnię. Pokrywy są szersze i dłuższe od przedplecza, kwadratowe, o niewyraźnych kątach barkowych i nieobecnych listewkach epipleuralnych. Porastające je szczecinki nie układają się w szeregi. Skrzydła tylnej pary są w pełni wykształcone. Hypomery nie są odcięte od wierzchu przedplecza żeberkami. Przedpiersie ma pomarszczone, pozbawione mikrorzeźby, opatrzone podłużnym żeberkiem basisternum oraz trójkątne, zaostrzone, opatrzone żeberkami podłużnym i poprzecznym furcasternum. Przeciętnych rozmiarów krętarzyki mają owalny kształt. Odnóża są wydłużone, o dużych biodrach, pozbawionych kolców czy długich szczecin na zewnętrznych krawędziach goleniach i pięcioczłonowych stopach. Przednie stopy nie są powiększone.
Odwłok charakteryzuje się płytkimi wciskami na nasadach tergitów od trzeciego do szóstego, obecnością pary paratergitów na segmentach od trzeciego do siódmego, zaokrąglonym tylnym brzegiem tergitu ósmego i brakiem międzybiodrowego kila na sternicie trzecim. Ósmy sternit u samicy ma tylną krawędź prostą, u samca zaś opatrzoną przeciętnie płytkim i szerokim wykrojeniem o zaokrąglonych bokach. Samcze genitalia cechują się zredukowanymi i zrośniętymi z płatem środkowym paramerami oraz, patrząc od strony paramer, zaokrąglonym na szczycie i zafalowanym po bokach wyrostkiem brzusznym.

## Ekologia i występowanie
Owad ten jest nidikolem występującym w norach żółwia norowego, które to wykopywane są w suchych, piaszczystych lasach sosnowych południowo-wschodniej części Stanów Zjednoczonych. Dotychczas omawianego żarlinka stwierdzono jedynie na Florydzie, ale jego faktyczny zasięg pokrywać się może z zasięgiem gada. Przypuszczalnie jest ściśle związany z gromadzącymi się na końcu nory odchodami gada. W norach żółwia współwystępuje z również specyficznymi dla tego mikrosiedliska nawozakami Philonthus gopheri i Philonthus testudo.